# Museum Sejarah Jakarta
Het Museum Sejarah Jakarta (ook bekend als Fatahillah Museum en Batavia Museum) in de Indonesische plaats Jakarta is een museum gewijd aan de geschiedenis van deze stad en de regio. Het museum is gevestigd in het voormalig stadhuis van Batavia aan het plein Taman Fatahillah (voorheen stadhuisplein) in het oude, koloniale deel van de stad, dat Kota Tua genoemd wordt.
In 1974 werd het museum na een restauratie van het voormalig stadhuis geopend. Het museum herbergt een kwalitatieve collectie oud-Hollandse meubels uit de zeventiende tot negentiende eeuw, waaronder vergadertafels, kasten en bedden. Daarnaast bevat de collectie oude prenten van Batavia, portretten van gouverneurs-generaal en wapens.